# Adrian Piper
Adrian Margaret Smith Piper, ameriška feministična in konceptualna umetnica, aktivistka ter analitična in kantovska filozofinja, * 20. september 1948, New York. Znana je po tem, da s svojimi deli odpira neprijetna vprašanja o rasnem razlikovanju, rasizmu, politiki, diskriminaciji,… Veliko le teh izvira iz njenih lastnih življenjskih izkušenj, še posebej na področju kariere. Z uporabo različnih metod tako tudi preko samoanalize preučuje vplive in posledice poklicne izobčenosti, rasnega ter spolnega razlikovanja med ljudmi. Leta 2002 je ustanovila raziskovalni arhiv Adrian Piper (APRA) v Berlinu, Nemčija.

## ŽIVLJENJE IN IZOBRAZBA
Adrian Piper je bila rojena 20. septembra leta 1948 v New Yorku. Odrasla je v Washington Heights, kjer sta jo z veliko ljubezni vzgojila Robert Piper in Olive Xavier Smith Piper. Njena mati je bila jamajškega porekla, oče pa mulat. Piper je obiskovala osnovno in srednjo zasebno šolo New Lincoln, kjer so prevladovali premožni belopolti učenci s strani katerih je bila pogosto deležna rasizma. Piper, zaradi svoje svetlejše polti v skupnosti temnopoltih ni bila sprejeta, zato je morala svojo pripadnost in “temnopoltost” dokazovati s preteklimi rasističnimi izkušnjami iz življenja.

### ZAČETKI UMETNIŠKE KARIERE
Med srednjo šolo je vzporedno obiskovala tudi Art students League. Kasneje se je vpisala na Šolo za vizualno umetnost, kjer je študirala kiparstvo in slikarstvo, ter študij leta 1969 uspešno zaključila. V času študija se je pridružila krogu umetnikov, glasbenikov in pisateljev s katerimi je eksperimentirala s takrat še legalnim LSD ter spremljala in opazovala svoje psihološke izkušnje iz katerih je tudi nastala serija LSD Paintings (1965 - 1967). S serijo je tudi doživela prve uspehe v svetu umetnosti.

### ZAČETKI FILOZOFSKE KARIERE
Piper se je tudi vedno bolj, poleg razstavljanja in produkcije svojih del, zanimala za filozofijo. Tako je leta 1974 z odliko diplomirala iz filozofije ter renesančne in srednjeveške muzikologije na City Collage of New York ter 1981 na Harvardu doktorirala iz filozofije pod mentorstvom Johna Rawlsa. Med leti 1977 in 1978 se je izobraževala na Univerzi v Heidelbergu v Nemčiji, kjer sta jo navduševala predvsem Hegel in Kant, predstavnika nemške ideologije. Med izobraževanjem v Nemčiji se je osredotočila na Kantovo kritiko čistega razuma, katero srečamo tudi v njenih umetniških delih kot je Food for the Spirit (1971). Piper je doživela uspeh tudi v svoji akademski karieri, kajti 1987 je kot profesorica filozofije v Georgetown postala prva Afroameričanka zaposlena na področju filozofije. . Kljub uspehom je še nadaljnje raziskovala socialno-politične sfere, rasne predsodke in stereotipe, katere je prikazovala s svojimi umetninami. Piper je leta 2008 med življenjem na Danskem, kjer je bivala kot predavateljica v kraljevi danski akademiji, odkrila svoje ime na seznamu sumljivih potnikov. Zaradi tega se v ZDA ni želela vrniti dokler ni bilo njeno ime odstranjeno iz sezanam. Naslov profesorice ji je bil še isto leto odvzet. Od tega leta živi v Berlinu, kjer vodi arhiv Adrian Piper.

## PRISPEVKI K FILOZOFIJI
Adrianine glavne filozofske ideje so povezane predvsem z metaetiko, moralno filozofijo in z zgodovino etike. Veliko se zgleduje tudi po sodobnem filozofu Immanuelu Kantu. 
Leta 1981 je Piper objavila esej z naslovom Ideology, Confrontation and Political Self�Awareness (Ideologija, soočanje in politično samozavedanje), v katerem obravnava koncepte, ki jih raziskuje skozi umetnost. V svojem eseju razmišlja o pojmih človekovega samoizpraševanja in ločevanju sebe od drugih. Preko novih izkušenj skozi življenje se po njenem mnenju naša prepričanja spreminjajo, s tem porušijo skladnost in prinašajo dvom. Piper trdi, da najdlje ohranimo tista prepričanja, ki nam omogočajo ohraniti smiselno razumevanje o tem, kdo smo in kako obstajamo v svetu. Včasih odgovori na ta vprašanja nakazujejo na neobičajno ter sebično vedenje, po navadi na račun drugih posameznikov ali skupin. 
Leta 2008 je sledila dvodelna študija z naslovom Rationality and the Structure of the Self, Volume I: The Humean Conception and Rationality in The Structure of the Self, Volume II: A Kantian Conception (Racionalnost in struktura jaza, I. zvezek: Humejevo pojmovanje in racionalnost v strukturi jaza, II. zvezek: Kantovsko pojmovanje), ki je bila vrhunce njenega 34 letnega raziskovanja razlik med humejevskim in kantovskim razumevanjem sebe, motivacije in racionalnosti. To delo tudi kritično obravnava glavne moralne teorije poznega 20. stoletja, razvija kantovsko metaetično teorijo, ki je zasidrana v Kantovi Kritiki čistega uma. Poleg tega pa še integrira standardno teorijo odločanja v klasično logiko predikatov. Adrianino delo so anonimni recenzenti pohvalili kot "prelomen" in "briljanten" prispevek. Nastaja pa tudi njena tretja knjiga, Kant's Metaethics: First Critique Foundations of His Theory of Action (Kantova metaetika: Prvi kritični temelji njegova teorije o dejanju), ki se bliža koncu.
Adrian Piper je prav tako znana po tem, da v svet zahodne filozofije poskuša vključevati elemente vzhodne filozofije (npr. hindujske filozofije), leta 1965 je tako na primer začela študirati in prakticirati jogo. Pri nekaterih njenih delih, kot so Mythic Being: Doing Yoga (Mitsko bitje; Izvajanje joge), The Color Wheel Series (Serija barvnega kolesa) in Mokshamudra Progression (Napredovanje Mokshamnudra), je prisoten neposreden vpliv vzhodne filozofije. Njeno upanje je, da bi poklicni filozofi sčasoma začeli z dolgim in počasnim procesom vnašanja vzhodnih filozofskih tradicij v zahodne in s tem spomnili, kaj smo izgubili. Pri tem izpostavlja pomen joge, ki ima močan vpliv na posameznikov način razmišljanja, odnos do sprememb, želja, ega in posledično prispeva k intelektualni analizi ter duhovni rasti.
Za svoje napredne raziskave in delo na področju filozofije je Piper prejela številne štipendije, kot je na primer NEH (National Endowment for the Humanities).

## PRISPEVKI K UMETNOSTI
Adrian je feministična umetnica, za katero umetnost predstavlja pomemben način izražanja svojega razumevanja sveta in filozofskih idej. Njena umetnost večinoma ponazarja teme kot so rasizem, spol, diskriminacija in rasno prehajanje. Ker se njena zgodnja dela ne osredotočajo na navedene teme nanje gledamo ločeno. Za njeno ustvarjanje so značilne tako tradicionalne kot ne tradicionalne tehnike ustvarjanja, kot so na primer kolaži iz slik in besed, digitalni in zvočni posnetki ter risbe na vnaprej vtisnjenem papirju.
S svojo serijo LSD slik v šestdesetih letih 20. stoletja, s katero je doživela prve uspehe, je želela zajeti vplive drog na človekovo duševnost, katere je izrazila na abstrakten način. V delu iz serije imenovane LSD Self Portrait from the Inside Out (LSD avtoportret od znotraj navzven) je Piper prepletla svoje doživljanje pod vplivom LSD z doživljanjem zunanjega opazovalca, ki opazuje, kako oseba izganja v stanju, ki je podoben transu.
V 70. letih je Piper z deloma Catalysis (Kataliza) in Mystic being (Mitsko bitje) v svetu konceptualne umetnosti odprla vprašanja o ksenofobiji, rasi in spolu.
V 80. letih se je osredotočala na uporabo svojega meditativnega koncepta indeksne sedanjosti, na medosebno dinamiko in na rasne stereotipe v svojih umetniških delih. Delo, ki predstavlja navedene teme in strategije je Self-Portrait Exaggerating My Negroid Features (Avtoportret, ki pretirava z mojimi negroidnimi potezami). Z delom je odprla vprašanja o rasizmu in predsodkih, tako črne kot tudi bele rase. Piper se sama opisuje in identificira kot temnopolta ženska, ki bi lahko veljala za belo. V tem avtoportretu Piper ponazarja način, v katerem gleda nase kot na afroameriško žensko, kar se pa morda razlikuje od običajnih načinov, kako jo dojemajo drugi v javnosti. Avtoportret tudi poudarja tipične fizične značilnosti temnopoltih ljudi.
V 90. letih je Piper koncepte, kot sta rasizem in rasni stereotipi, upodobila v več obsežnih multimedijskih delih in video instalacijah po tradiciji serijskega minimalizma. Umetnine Adrian Piper so bile razstavljene v številnih muzejih. Leta 2018 so na primer v Muzeju moderne umetnosti v New Yorku gostili njeno sedmo retrospektivo. Njena razstava Sinteza intuiciji je bila tam označena celo kot najpomembnejša razstava leta. Z deli Adrian Piper pa se lahko srečamo tudi v Metropolitanskem muzeju umetnosti v New Yorku ter v Muzeju sodobne umetnost v Los Angelesu.

## RAZSTAVE IN DOSEŽKI
Adrian Piper se lahko pohvali z velikem naborom dosežkov, med najpomembnejše spadajo: 
- ·        Nagrada Zlati lev (2015) za najboljšega umetnika na 56. Beneškem bienalu, in sicer za delo The Probable Trust Registry (Verjetni register zaupanja).
- ·        Nagrado College Art Association Artist Award (2018) za izjemno delo, saj je od poznih šestdesetih let dvajsetega stoletja močno vplivala na jezik in obliko konceptualne umetnosti.

- ·        Nagrado Kaethe Kollwitz (2018), postala prva ameriška dobitnica in bila je izvoljena za članico Akademie der Künste (Akademija umetnosti).
- ·        Leta 2021 je bila izvoljena tudi  za članico Ameriške akademije za umetnost in literaturo.

Adrian Piper je prav tako  svoja umetniška dela predstavila na številnih razstavah. Pomembnejše razstave so naštete in predstavljene na navedenem linku: 
        https://www.moma.org/artists/7017#exhibitions

## VIRI
1. Appolo magazine. 2016. [internet].[cititrano 17.11.2022] Dostopno na naslovu: https://www.apollo-magazine.com/art-diary/adrian-piper-a-synthesis-of-intuitions�1965-2016
2. Awakening/Getty Images. 2015. Artnet news. [citirano 20.11.2022]. Dostopno na naslovu: https://news.artnet.com/opinion/womens-place-in-the-art-world-artist-adrian�piper-responds-to-our-special-report-1661554.
3. Naomi Blumberg. Britannica. Adrian Piper: American conceptual and performance artist. [citirano 19. 11. 2022]. Dostopno na naslovu: https://www.britannica.com/biography/Adrian-Piper
4. The art story. Adrian Piper: American performance artist, installation artist, and photographer. [citirano 17. 11. 2022]. Dostopno na naslovu: https://www.theartstory.org/artist/piper-adrian/ .
5. Spletna stran Adrian Piper. 2022. [citirano 16. 11. 2022]. Dostopno na naslovu: http://www.adrianpiper.com/adrian_piper.shtml .
6. Wikiart. 2021. [citirano 27.11.2022]. Dostopno na naslovu: https://www.wikiart.org/en/adrian-piper/lsd-self-portrait-from-the-inside-out-1966.

### OBOMBE
Adrian je omenjena v diplomskih in magistrskih delih kot so: 
- Cindy Sherman: Nenaslovljeni filmski kader #21 : magistrsko delo (Avtor: Majerč Karmen)

- Sodobne likovne prakse pri likovni umetnosti v osnovni šoli : diplomsko delo (Avtor: Velikonja Andrej)
- Umetnost v kovčku : diplomsko delo (Avtor: Žičkar Sara)